# サインジャルカル・ニャムオチル
サインジャルガル・ニャムオチル（Sainjargalyn Nyam-Ochir,　1986年7月20日 - ）は、モンゴル出身の柔道選手。階級は73kg級。身長174cm。2段。
モンゴル人に名字(家族名,family name)はなく、「サインジャルガリン・ニャムオチル」は「サインジャルガルの(子)ニャムオチル」の意（→モンゴル人の名前)。

## 人物
柔道は13歳の時に始めた。2010年の世界選手権では準決勝でオランダのデックス・エレモントと対戦した際に負傷して棄権負けとなり5位に終わった。2011年の世界選手権では4回戦で日本の中矢力に大外刈で敗れた。2012年はグランドスラム・パリで優勝を果たした。さらに、ロンドンオリンピックでは準々決勝でロシアのマンスール・イサエフに敗れるも、その後の3位決定戦でエレモントを破って銅メダルを獲得した。
2013年の世界選手権では優勝候補筆頭だったものの、準決勝でフランスのウゴ・ルグランに敗れ、5位に終わった。2015年の世界選手権では3位になった。しかしながら、2016年のリオデジャネイロオリンピックには国内の代表争いに敗れて出場できなかった。その後、現役引退を表明した。

## 主な戦績
- 2005年 - アジアジュニア　3位
- 2005年 - 青島国際　3位
- 2006年 - 東アジア選手権　3位
- 2006年 - 青島国際　優勝
- 2008年 - スペイン国際　3位
- 2009年 - アジア選手権　3位
- 2009年 - ユニバーシアード　3位
- 2009年 - ワールドカップ・ウランバートル　3位
- 2010年 - グランプリ・デュッセルドルフ　優勝
- 2010年 - グランドスラム・リオデジャネイロ　5位
- 2010年 - ワールドカップ・サンパウロ　3位
- 2010年 - ワールドカップ・ウランバートル　3位
- 2010年 - 世界選手権　5位
- 2010年 - グランプリ・青島　5位
- 2011年 - ワールドマスターズ2011　5位
- 2011年 - グランドスラム・リオデジャネイロ　5位
- 2011年 - ワールドカップ・サンパウロ　優勝
- 2011年 - グランプリ・アブダビ　5位
- 2011年 - グランプリ・アムステルダム　5位
- 2011年 - グランプリ・青島　3位
- 2012年 - グランドスラム・パリ　優勝
- 2012年 - グランプリ・デュッセルドルフ　2位
- 2012年 - グランドスラム・モスクワ　3位
- 2012年 -　ロンドンオリンピック　3位
- 2013年 - グランプリ・サムスン　2位
- 2013年 - アジア選手権　2位
- 2013年 - ワールドマスターズ　優勝
- 2013年 - グランプリ・ウランバートル　優勝
- 2014年 - グランプリ・アスタナ　3位
- 2014年 - グランプリ・タシュケント　優勝
- 2015年 - グランドスラム・バクー　2位
- 2015年 - グランプリ・ウランバートル　2位
- 2015年 - 世界選手権　3位
- 2015年 - 世界団体　3位

(出典、JudoInside.com)。